# Austrolimnophila (Austrolimnophila) microsticta
Austrolimnophila (Austrolimnophila) microsticta is een tweevleugelige uit de familie steltmuggen (Limoniidae). De soort komt voor in het Neotropisch gebied.